# Croix d'Heinleix
La croix d'Henleix est une croix située à Saint-Nazaire, dans le département de la Loire-Atlantique (France).

## Localisation
La croix est située dans le quartier d'Heinleix à l'ouest du centre-ville de Saint-Nazaire, à l'angle nord-est de l'emprise du centre hospitalier.

## Historique
Le monument est inscrit au titre des monuments historiques le 18 octobre 1944.